# NEW AKINA エトランゼ 中森明菜 in ヨーロッパ
『NEW AKINA エトランゼ 中森明菜 in ヨーロッパ』（ニュー・アキナ・エトランゼ なかもりあきな・イン・ヨーロッパ）は、日本の歌手中森明菜の1作目のミュージック・ビデオ。この映像作品は1983年10月12日にワーナー・パイオニアからリリースされた (VHS: 10PV-10, β: 10PX-10)。

## 背景
『NEW AKINA エトランゼ 中森明菜 in ヨーロッパ』は、1983年8月10日に発売された中森の4枚目のスタジオ・アルバム『NEW AKINA エトランゼ』のミュージック・ビデオで、1983年10月12日にVHS (10PV-10)とベータマックス (10PX-10)の2形態で同時発売された。本作が中森にとって初の映像作品となった。1983年10月26日には、レーザーディスク (07PL-1)でも発売された。
収録内容は、1983年5月に、パリ、ジュネーヴ、ローマのヨーロッパ各地で行われたロケーションの映像を収録しており、スタジオ・アルバム『NEW AKINA エトランゼ』収録曲全曲をバックに、買い物や街並・観光・田園風景などロケ各地の映像に加え、1983年9月7日にリリースされた中森の6枚目のシングル「禁区」のレコーディングの模様も収録された。本作は現在まで複数再発売されている。

## 批評
『CDジャーナル』は『NEW AKINA エトランゼ 中森明菜 in ヨーロッパ』について、中森の飾らない、天真爛漫な魅力を大いに堪能できると指摘。加えて、景色や名所などの見物やショッピングを満喫している映像などでほのぼのとさせられるとコメントした。

## 収録曲
| #   | タイトル                             | 作詞       | 作曲       | 編曲               |
| --- | ------------------------------------ | ---------- | ---------- | ------------------ |
| 1.  | 「さよならね」                       | 来生えつこ | 来生たかお | 萩田光雄           |
| 2.  | 「わくらば色の風」                   | TAKU       | TAKU       | 横浜銀蝿・萩田光雄 |
| 3.  | 「時にはアンニュイ」                 | 阿木燿子   | 財津和夫   | 萩田光雄           |
| 4.  | 「禁区」                             | 売野雅勇   | 細野晴臣   | 細野晴臣・萩田光雄 |
| 5.  | 「モナムール（グラスに半分の黄昏）」 | 売野雅勇   | 細野晴臣   | 細野晴臣           |
| 6.  | 「感傷紀行」                         | 谷村新司   | 谷村新司   | 萩田光雄           |
| 7.  | 「ストライプ」                       | 来生えつこ | 来生たかお | 萩田光雄           |
| 8.  | 「少しだけスキャンダル」             | 翔         | 翔         | 横浜銀蝿・萩田光雄 |
| 9.  | 「ルネサンス -優しさで変えて-」      | 売野雅勇   | 細野晴臣   | 萩田光雄           |
| 10. | 「覚悟の秋」                         | 谷村新司   | 谷村新司   | 萩田光雄           |
| 11. | 「ヴィーナス誕生」                   | 阿木燿子   | 財津和夫   | 萩田光雄           |

## クレジット
『NEW AKINA エトランゼ 中森明菜 in ヨーロッパ』のライナー・ノーツより
- 構成/演出: 山崎俊一
- レコーディング・ディレクター: 島田雄三
- ビデオ・ディレクター: 田口優
- サウンド・ディレクター: ドンマイ小川
- SPECIAL THANKS TO: 株式会社ヨーロビデオ、名幸房則、柳沢秀昭、森山みどり
- 協力: 銀座ビデオテック株式会社

## リリース履歴
| 発売日         | レーベル             | 規格   | 品番          | 備考                       |
| -------------- | -------------------- | ------ | ------------- | -------------------------- |
| 1983年10月12日 | ワーナー・パイオニア | VHS    | 10PV-10       |                            |
| 1983年10月12日 | ワーナー・パイオニア | Beta   | 10PX-10       |                            |
| 1983年10月26日 | ワーナー・パイオニア | LD     | 07PL-1        |                            |
| 1985年7月25日  | ワーナー・パイオニア | 8mm    | 09PE-1        | [ 8 ]                      |
| 1991年6月12日  | ワーナー・パイオニア | VHS    | WPVL-8099     | [ 9 ]                      |
| 1991年6月12日  | ワーナー・パイオニア | LD     | WPLL-8099     | [ 10 ]                     |
| 2001年6月20日  | ワーナー・パイオニア | DVD    | WPB6-90021    | [ 11 ]                     |
| 2002年11月1日  | ワーナー・パイオニア | DVD    | WPB6-90116    | [ 3 ]                      |
| 2004年11月3日  | ワーナー・パイオニア | DVD    | WPBL-90041    | [ 12 ]                     |
| 2006年6月21日  | ワーナー・パイオニア | DVD    | WPBL-90061    | [ 7 ]                      |
| 2007年9月5日   | ワーナー・パイオニア | DVD    | WPBL-90095〜7 | 『DVD Collection 2』より   |
| 2022年9月21日  | ワーナー・パイオニア | 2CD+BD | WPZL-32020～2 | 「NEW AKINA エトランゼ」付 |

## 参照
1. 1 2 3  『NEW AKINA エトランゼ 中森明菜 in ヨーロッパ』（VHS）中森明菜、ワーナー・パイオニア、1983年10月12日。10PV-10。
2. ↑  『AKINA』（4×12cmCD）中森明菜、ワーナーミュージック・ジャパン、1993年11月10日。WPCL-770〜3。
3. 1 2 3  “中森明菜/NEW AKINA エトランゼ〈2003年1月31日までの期間限定生産〉 [DVD] - CDJournal.com”.   音楽出版社. 2012年6月20日閲覧。
4. ↑  “DVDコレクション 2 | 中森明菜 | ワーナーミュージック・ジャパン - Warner Music Japan”.   ワーナーミュージック・ジャパン. 2011年7月2日閲覧。
5. 1 2  『NEW AKINA エトランゼ 中森明菜 in ヨーロッパ』（DVD）中森明菜、ワーナーミュージック・ジャパン、2006年6月21日。WPBL-90061。
6. ↑  堤昌司『コンプリート・シングル・コレクションズ〜ファースト・テン・イヤーズ＜ライノ・プレミアム・エディション＞』（4×12cmCD）中森明菜、ワーナーミュージック・ジャパン、2009年6月10日、4-32頁。WPCL-10681/84。
7. 1 2  “中森明菜/NEW AKINA エトランゼ 中森明菜 in ヨーロッパ [DVD] - CDJournal.com”.   音楽出版社. 2012年6月20日閲覧。
8. ↑  “中森明菜/ニュー・アキナ・エトランゼ〜中森明菜・イン・ヨーロッパ〜 [VIDEO他] - CDJournal.com”.   音楽出版社. 2012年6月20日閲覧。
9. ↑  “中森明菜/ニュー・アキナ・エトランゼ〜中森明菜・イン・ヨーロッパ〜 [VIDEO他] - CDJournal.com”.   音楽出版社. 2012年6月20日閲覧。
10. ↑  “中森明菜/ニュー・アキナ・エトランゼ〜中森明菜・イン・ヨーロッパ〜 [VIDEO他] - CDJournal.com”.   音楽出版社. 2012年8月9日閲覧。
11. ↑  “中森明菜/NEW AKINA エトランゼ [DVD] - CDJournal.com”.   音楽出版社. 2012年6月20日閲覧。
12. ↑  “NEW AKINA エトランゼ 中森明菜 in ヨーロッパ - 中森明菜 - Yahoo!ミュージック”.  Yahoo! Japan. 2012年8月9日時点のオリジナルよりアーカイブ。2012年6月20日閲覧。
13. ↑  “中森明菜/DVD collection 2〈3枚組〉 [DVD] - CDJournal.com”.   音楽出版社. 2012年6月20日閲覧。